# Вудлон (линия Джером-авеню, Ай-ар-ти)
|   |   |   |   |   |   |
| · | · | · | · | · | · |

|   |   |   |   |   |   |
| · | · | · | · | · | · |

«Вудлон» (англ. Woodlawn) — станция Нью-Йоркского метрополитена, расположенная на линии Джером-авеню, Ай-ар-ти.  На станции останавливается маршрут 4 (круглосуточно). Станция является северной конечной для него. Оба пути заканчиваются тупиками: поезд приходит на любой из путей и отправляется обратно. Она представлена одной островной платформой, обслуживающей два пути, и двумя закрытыми боковыми платформами.
Станция была открыта 15 апреля 1918 года, как новая северная конечная точка линии. Боковые платформы на сегодня закрыты и не используются.
Сегодня это небольшой транспортный узел, помимо местных автобусов, здесь также оперируют и пригородные. Рядом со станцией расположено кладбище Вудлон.